# Nimetazepam
Nimetazepamul este un medicament din clasa 1,4-benzodiazepinelor, derivat de nitrazepam, fiind utilizat în tratamentul insomniilor. Calea de administrare disponibilă este cea orală. Prezintă efecte anxiolitice, hipnotice și sedative, anticonvulsivante și miorelaxante.